# Mad About Music
Mad About Music ist ein US-amerikanischer Spielfilm mit Deanna Durbin unter der Regie von Norman Taurog aus dem Jahr 1938.

## Handlung
Gloria Harkinson ist die 14 Jahre alte Tochter des bekannten Hollywoodstars Gwen Taylor. Um das Image als glamouröser Vamp aufrecht zu halten, hat Gwen ihre Tochter schon vor Jahren in einem exklusiven Schweizer Internat untergebracht. Durch das Versprechen, ihre wahre Herkunft keinem zu offenbaren, ist Gloria gezwungen, immer extremere Lügen zu erzählen, um die Illusion einer intakten Familie aufrecht zu halten. Sie schreibt sich selber Briefe, die angeblich von ihrem Vater stammen und spinnt sich eine Phantasiewelt rund um ihre Eltern zurecht. Felice, eine Mitschülerin, bekommt allmählich Zweifel, ob die wilden Abenteuer, die Glorias Vater angeblich erlebt, tatsächlich stattgefunden. Sie beschließt, Gloria vor allen Mädchen als Lügnerin bloßzustellen. Die verzweifelte Gloria bittet in ihrer Not den ihr völlig fremden Richard Todd, den sie am Bahnhof trifft, ihren Vater zu spielen. Der Plan geht auf, die Welt hält Richard für Glorias lang verschollenen Vater und Felice steht plötzlich als die notorische Lügnerin da. Gloria findet Gefallen an ihrem Scheinvater und folgt Richard heimlich nach Paris, wo sie ein Treffen mit ihrer Mutter arrangiert. Nach einigen Komplikationen entdecken Richard und Gwen ihre Liebe. Auf einer Pressekonferenz bekennt sich Gwen schließlich zu ihrer Tochter und alle Beteiligten leben glücklich bis zum heutigen Tage.

## Hintergrund
Nach ihren Erfolgen in Three Smart Girls aus dem Jahr 1936 und 100 Men and a Girl, der 1937 in den Verleih kam, war Deanna Durbin zum einzigen wirklichen Star der Universal Studios aufgestiegen. Das Studio hatte nach den Erfolgen ihren Vertrag revidiert und zahlte Durbin 3.000 US-Dollar pro Woche. Die Grundprämisse, die ihren Filmen zugrunde lag, blieb allerdings unverändert: Deanna Durbin spielt das patente junge Mädchen, das den Erwachsenen ein aufs andere Mal zeigt, wo der Weg ist und wie deren Probleme zu lösen sind. Die Presse bezeichnete sie aufgrund dieses Image häufig auch als Miss Fix-It.
Mad About Music war der erste Film ohne Henry Koster als Regisseur und gleichzeitig der letzte, in dem Durbin noch völlig ohne eigene romantische Verwicklungen zu erleben, ganz damit beschäftigt ist, den Erwachsenen durch ihre emotionalen Probleme zu helfen. 

## Musik
Wie in jedem Deanna Durbin-Film singt der Star auch hier einen Mix aus klassischen Stücken und zeitgenössischen Liedern. Im Verlauf der Handlung werden folgende Musiknummern verwendet: 
- "I Love to Whistle"
- "Ave Maria"
- "Chapel Bells"
- "Serenade to the Stars"

## Auszeichnungen
Bei der Oscarverleihung 1939 erhielt der Film Nominierungen in den Kategorien: 
- Beste Originalgeschichte (Marcella Burke, Frederick Kohner)
- Beste Kamera (Joseph A.Valentine)
- Beste Filmmusik (Charles Previn, Frank Skinner)
- Beste Ausstattung (Jack Otterson)